# 波科希夫卡
50°2′47″N 26°40′2″E / 50.04639°N 26.66722°E
波科希夫卡（烏克蘭語：Покощівка），是烏克蘭西部的村莊，隸屬赫梅利尼茨基州的舍佩蒂夫卡區。該村面積1.2平方公里，海拔高度243米，2001年人口254，人口密度每平方公里236人。